# Gal (álbum de 1969)
Gal é o segundo álbum de estúdio da carreira solo da cantora brasileira Gal Costa, lançado em 1969, meses depois do primeiro álbum Gal Costa . Para diferenciá-lo do lançamento anterior de Costa, o álbum às vezes é referido como Cinema Olympia, o título de sua primeira faixa. É considerado pelo público e pela crítica como seu álbum mais psicodélico e experimental. Outro destaque deste LP é a canção Meu nome é Gal, feita por Erasmo Carlos e Roberto Carlos, escrita para homenagear Gal, além de falar dos preconceitos em relacionamentos da época. Dez anos depois da primeira gravação, em 1979, Gal grava novamente a canção para o álbum Gal Tropical.

## Recepção
| Críticas profissionais | Críticas profissionais |
| Avaliações da crítica  | Avaliações da crítica  |
| Fonte                  | Avaliação              |
| ---------------------- | ---------------------- |
| Allmusic               | 4.5 de 5 estrelas.     |

## Faixas
| Lado A |                         |                              |                |         |  |
| N.º    | Título                  | Compositor(es)               | Arranjador     | Duração |  |
| 1.     | "Cinema Olympia"        | Caetano Veloso               | Rogério Duprat | 3:09    |  |
| 2.     | "Tuareg"                | Jorge Ben                    | Rogério Duprat | 3:25    |  |
| 3.     | "Cultura e Civilização" | Gilberto Gil                 | Rogério Duprat | 4:11    |  |
| 4.     | "País Tropical"         | Jorge Ben                    | Rogério Duprat | 3:49    |  |
| 5.     | "Meu Nome é Gal"        | Roberto Carlos,Erasmo Carlos | Rogério Duprat | 3:26    |  |

| Lado B         |                          |                       |                |         |  |
| N.º            | Título                   | Compositor(es)        | Arranjador     | Duração |  |
| 1.             | "Com Medo, Com Pedro"    | Gilberto Gil          | Rogério Duprat | 3:07    |  |
| 2.             | "The Empty Boat"         | Caetano Veloso        | Rogério Duprat | 4:07    |  |
| 3.             | "Objeto Sim, Objeto Não" | Gilberto Gil          | Rogério Duprat | 5:10    |  |
| 4.             | "Pulsars e Quasars"      | Jards Macalé, Capinam | Rogério Duprat | 4:58    |  |
| Duração total: | Duração total:           | Duração total:        | Duração total: | 39:28   |  |

## Ficha técnica
- Arranjos – Rogério Duprat
- Direção musical – Rogério Duprat
- Produção – Manoel Barenbein
- Estúdios – Scatena e Reunidos
- Layout – Dircinho